# Бабенко, Марфа Филипповна
Марфа Филипповна Бабенко — советский хозяйственный, государственный и политический деятель, Герой Социалистического Труда.

## Биография
Родилась в 1935 году в Винницкой области. Член КПСС.
С 1951 года — на хозяйственной, общественной и политической работе. В 1951—1982 гг. — библиотекарь в селе Соболевка, работница свинофермы, работница полеводческого звена, свинарка колхоза «Россия» Тепликского района Винницкой области Украинской ССР.
Указом Президиума Верховного Совета СССР от 8 апреля 1971 года присвоено звание Героя Социалистического Труда с вручением ордена Ленина и золотой медали «Серп и Молот».
Делегат XXII и XXIV съездов КПСС.
Умерла в Тепликском районе в 1982 году.